# Scleria perpusilla
Scleria perpusilla är en halvgräsart som beskrevs av Henri Chermezon. Scleria perpusilla ingår i släktet Scleria och familjen halvgräs. Inga underarter finns listade i Catalogue of Life.